# النجاوري
شهاب الدين بن عبد الكريم النجاوري هو طبيب فارسي عاش في القرن الرابع عشر. لشهاب الدين مؤلفات عديدة غالبيتها أطروحات طبية، ويشمل ذلك كتيبه العام الذي أُلِّف عام 1392 ومعجمه عن المخدرات. وقد كُتِبَ له موجز فارسي عروضي حول العلاجات في عام 1388، وكان كثيرًا ما يُعرَف باسم «طب شهاب» فضلًا عن المزيد من اللألقاب الرسمية التي حاز عليها. وقد ووَرَدَ قدر كبير عن إنجازاته في القصيدة التعليمية الخاصة به، وذُكِرَ كذلك حقيقة أن النجاوري قد صَنَع رزقَه من التجارة وليس من الطب.